# Rülzheim

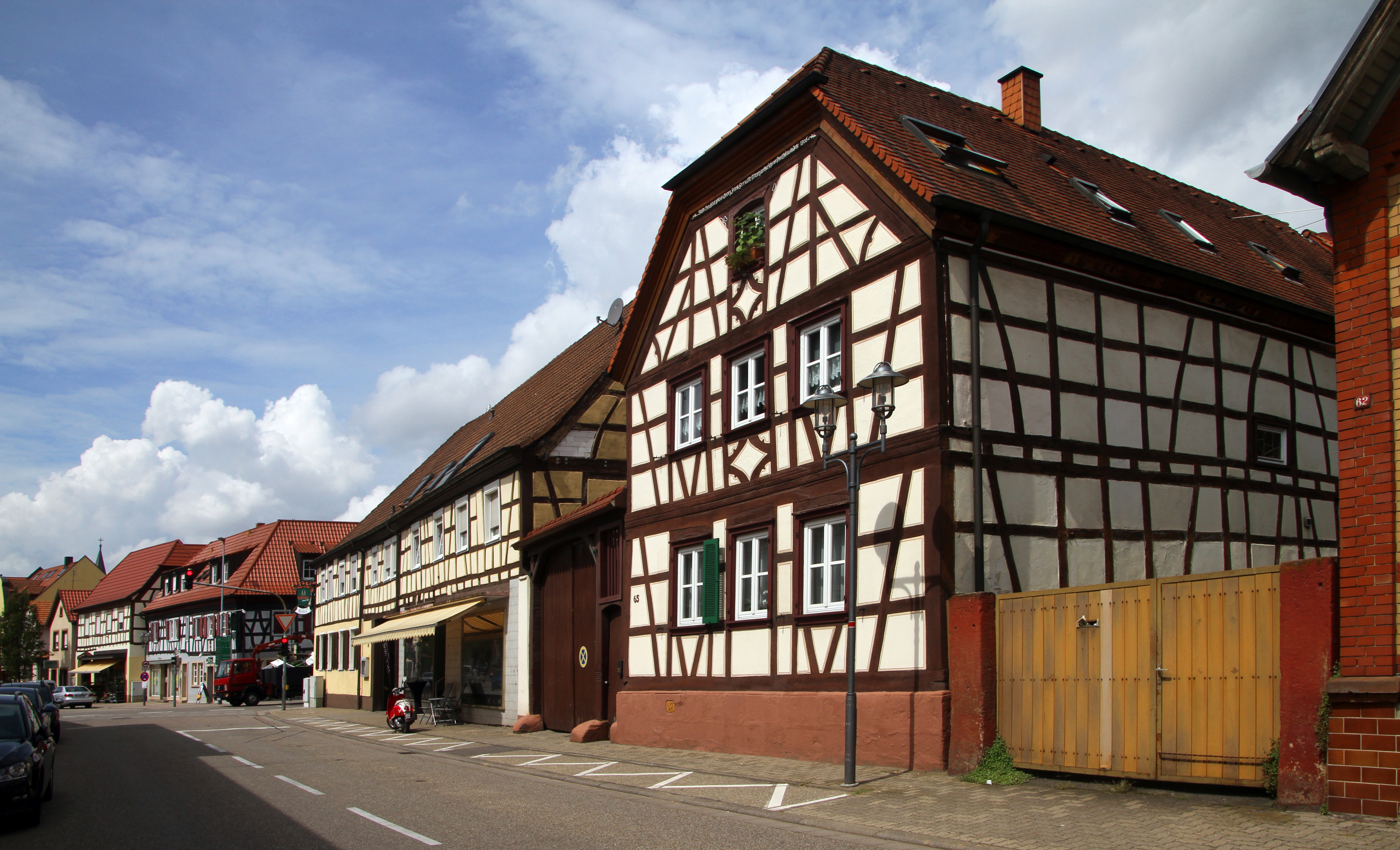

Rülzheim là một đô thị thuộc huyện Germersheim, trong bang Rheinland-Pfalz, phía tây nước Đức. Đô thị Rülzheim có diện tích 16,66 km², dân số thời điểm ngày 31 tháng 12 năm 2006 là 7821 người. Đô thị này có cự ly khoảng 10 km về phía tây nam của Germersheim.
Rülzheim là thủ phủ của Verbandsgemeinde ("đô thị tập thể") Rülzheim.